# Beyrède-Jumet
Beyrède-Jumet är en kommun i departementet Hautes-Pyrénées i regionen Occitanien i sydvästra Frankrike. Kommunen ligger i kantonen Arreau som tillhör arrondissementet Bagnères-de-Bigorre. År 2018 hade Beyrède-Jumet 196 invånare.

## Befolkningsutveckling
Antalet invånare i kommunen Beyrède-Jumet
| Referens: INSEE |